# Notocorrhenes freyi
Notocorrhenes freyi är en skalbaggsart som beskrevs av Stefan von Breuning 1961. Notocorrhenes freyi ingår i släktet Notocorrhenes och familjen långhorningar. Inga underarter finns listade i Catalogue of Life.